# Stadtbahnstation Avenue
Avenue ist eine im Bau befindliche unterirdische Stadtbahnstation in Toronto. Sie entsteht als Teil der Eglinton-Linie, die zum Netz der Toronto Subway gehören wird. Die Station befindet sich im Stadtteil North Toronto, unter der Kreuzung von Eglinton Avenue West und Avenue Road. Ihre Eröffnung ist für das Jahr 2023 geplant.
Die Station wird über zwei Eingänge verfügen. Der barrierefreie Haupteingang wird sich an der nordwestlichen Ecke der Straßenkreuzung befinden (anstelle eines abgerissenen Lebensmittelladens), der Nebeneingang rund 80 Meter östlich davon an der Nordseite der Eglinton Avenue. Beide werden eine Verbindung zur Verteilerebene herstellen, von wo aus der Mittelbahnsteig auf der zweiten Ebene erreicht werden kann. Vorgesehen sind Umsteigemöglichkeiten zu drei Buslinien der Toronto Transit Commission (TTC). Jenseits des westlichen Endes des Bahnsteigs wird es zwischen den beiden Richtungsgleisen eine Wendeanlage mit Abstellgleis und zwei Gleiswechseln geben, sodass Züge bei Notfällen, Störungen und kurzfristigen Betriebsanpassungen die Fahrtrichtung ändern können. Avenue ist außerdem eine von drei Tunnelstationen der Eglinton-Linie (neben Laird und Oakwood), die mit der Neuen Österreichischen Tunnelbaumethode anstatt wie sonst üblich in offener Bauweise errichtet werden. Die Gleise werden 32 Meter unter der Erdoberfläche verlaufen, was der tiefsten Stelle der gesamten Strecke entspricht.
In einem Bericht zuhanden des Vorstands vom 23. November 2015 empfahl die TTC-Direktion eindeutige und unverwechselbare Namen für die Stationen der künftigen Eglinton-Linie. Die staatliche Verkehrsplanungsgesellschaft Metrolinx schlug darauf vor, die Station Avenue zu nennen und änderte den Vorschlag später zu Oriole Park. Im Januar 2016 legte sich Metrolinx jedoch endgültig auf Avenue fest, da Oriole Park zu Verwechslungen mit dem Bahnhof Oriole an der Richmond-Linie von GO Transit geführt hätte. Nachdem im Juni 2013 die Tunnelbohrarbeiten an der Eglinton-Linie begonnen hatten, hätte die Station ursprünglich im September 2021 in Betrieb genommen werden sollen. Aufgrund verschiedener unvorhergesehener Probleme während der Arbeiten erklärte Metrolinx im Februar 2020, dass sie erst im Verlaufe des Jahres 2022 eröffnet werden wird. Im Dezember 2021 rechnete Metrolinx jedoch damit, dass die Strecke möglicherweise erst zu Beginn des Jahres 2023 in Betrieb gehen könnte.